# 최지은 (경제학자)
최지은(崔芝銀, 1980년 11월 21일 ~ )은 대한민국의 경제학자 겸 대학 교수이다. 세계은행(World Bank)과 아프리카개발은행(AfDB)에서 선임 이코노미스트 (Senior Economist) 로 활동했고, 동아시아, 아프리카, 중앙아시아, 동유럽 등 세계 100여 개국에서 산업, 통상, 성장, 일자리, 제도개혁 등의 분야에서 정책 자문 및 차관 사업을 지휘하였다. 2020년 더불어민주당에 국제경제전문가로 영입되어 제21대 국회의원선거에서 부산광역시 북구강서구을 지역에 출마하였지만 낙선하였다. 이후 더불어민주당의 국제대변인으로, 경제, 통상, 외교, 정당 혁신을 다루는 분야에서 활발히 활동했다. 대통령 직속 정책기획위원회 위원과  서울대 국제대학원에서 겸임교수로 일했다.

## 생애
2009년 아프리카개발은행에 이코노미스트로 입사했는데, 1982년 한국이 아프리카개발은행 회원국이 된 후 최초의 한국인 공채 직원(Young Professional Program, YPP)이었다. 이후, 이집트, 튀니지 등에서 수출 및 산업정책을 자문했고, 잠비아 등 사하라 이남 아프리카에서 민간부분 활성화와 투자환경 개선을 위한 정책 설계를 했다.
2011년 아랍의 봄 당시 혁명 발발의 주요 원인을 고용 없는 성장과 극심한 경제 불황으로 진단하고, 그 해결방안으로 포용적 성장(inclusive growth)을 제시하면서 세간의 주목받았다.
2013년 세계은행에 이코노미스트로 영입돼 카자흐스탄, 키르기스스탄, 우즈베키스탄, 알바니아, 코소보 등 구(舊)소련 체제전환국의 지역통합, 무역 및 투자시장 개방, 규제완화등을 위한 차관사업을 지휘했다.
한편, 2015년 키프로스의 통일 협상시 북키프로스의 통일 준비를 위한 실무 정책을 지원했다.
2019년 「미래의 일자리, 아프리카」를 출판하면서 세계 유수 경제지와 IMF, UN 등 국제기구, 그리고 브루킹스 연구소, CSIS 같은 해외 유력 싱크탱크들로부터 주목받았다.
최근까지 세계은행의 중국 담당 선임 이코노미스트로 선임되어 중국재정 근대화 및 제14차 경제개발계획 수립 지원 차관사업을 지휘해오다가, 2020년 1월 더불어민주당이 글로벌 경제전문가로 영입하면서 정계에 입문했다.
"노무현 정신을 되살리겠다"며, 제21대 국회의원선거에서 부산광역시 북구강서구을 지역에 출마했다.
민주당이 한번도 이기지 못한 험지에서, 여성, 정치신인, 부산 최연소 후보임에도 불구하고 3선을 도전하는 미래통합당 김도읍 후보를 상대로 여론조사에서 역전승을 보이며 상당한 화제를 일으켰다.
마지막 보수 결집으로 석패했으나 43.2% 득표율을 보이며 선전하여 주목받았다.

이후, 더불어민주당 국제대변인으로 임명되었다.

경제, 외교, 정당 혁신을 다루는 여러 위원회에서 활발한 활동을 하고 있다. 더불어민주당 정책위 부의장, 국가경제자문회의 위원, 더혁신위원회 위원, 한반도 TF 위원, 반도체 특위 위원 등으로 활동하며, 기획재정부, 산업통상부, 중소기업부와 관련된 정책을 자문하고 있다.
부산 북강서을 지역구에 김해공항과 가덕도가 모두 있는데, 최지은은 가덕신공항 유치를 적극적으로 밀고 있다. 2020년 민주당 전당대회 전 세명의 당대표 후보 모두에게 가덕신공항 유치 약속을 받아냈다. 이후 부산시당 가덕신공항 유치특위 위원장으로 추대되었다. 가덕신공항과 부산 경제 관련 정책 토론과 시민 소통 활동을 이어가고 있다.
2021년 재보궐선거의 더불어민주당 부산광역시장 후보군으로 거론되었다. 더불어민주당 부산시당 등에서 출마 요청을 여러 번 받은 것으로 알려졌고 각종 여론 조사에서 민주당 후보 적합도 2~3위, 민주당 지지층 사이에는 확고한 2위를 보였다. 하지만 "민주당의 귀책 사유로 발생한 선거인데도 불구하고, 그 책임까지 짊어지겠다고 나선 후보를 돕겠다"며 불출마 의사를 밝혔다. 이후 민주당 중앙선대위 대변인 및 김영춘 캠프 국제경제위원장으로 선거를 이끌었다. 민주당이 크게 지는 선거였지만, 최지은이 직접 선거를 이끈 부산 북강서을에서 김영춘 득표율이 부산 전체에서 1등을 했다.
2021년 6월 이재명 캠프에 합류하였다. 경선 캠프 대변인이자 캠프의 씽크탱크 역할을 하는 세상을 바꾸는 정책 정책 포럼의 자문으로 활발히 활동하면서 기본 소득 등 이재명 후보의 주요 공약에 대해 야당 후보들과 정책 논쟁을 벌였다. 본선 캠프에서 국제경제 위원장을 맡아 국제통상, 국제개발팀을 이끌고 주요 공약을 개발하였다. 또한, 이재명 캠프의 부산 공동 선대위원장으로 이재명 후보가 선전하는데 공헌했다.
동시에, 서울대 국제대학원에서 겸임교수이자 대통령 직속 정책기획위원회 위원으로 경제 정책 분야에 주요 과제를 맡고 있다.

## 학력
- 1993년 여고초등학교(부산) 졸업
- 1996년 거제여자중학교(부산) 졸업
- 1999년 명덕외국어고등학교(서울) 졸업
- 2004년 서강대학교 경제학과 학사
- 2009년 하버드 케네디스쿨 행정학, 국제개발학 석사
- 2017년 옥스퍼드 대학원 국제개발학과 박사

## 경력
- 2004년~2007년 : 삼성전자 정보통신총괄 네트워크사업부
- 2009년~2013년 : 아프리카 개발 은행(AfDB) Senior Economist
- 2013년~2020년 : 세계은행(WB) Senior Economist
- 2018년 1월~: 옥스포드대학교 기술경영개발센터 (TMDC) 연구위원
- 2020년 2월~: 더불어민주당 정책위 부의장
- 2020년 5월~: 더불어민주당 중앙당 국제대변인
- 2020년 8월~: 더불어민주당 부산시당 가덕도유치특별위원회 위원장
- 2020년 10월~2022년 5월: 대통령직속 정책기획위 위원
- 2021년 3월~ : 서울대학교 국제대학원 겸임 교수
- 2021년 6월~2022년 3월: 이재명 대선후보 경선 캠프 대변인 & 정책 자문
- 2022년 10월 ~ : 민주연구원 부원장

## 선거 이력
| 실시년도 | 선거   | 대수 | 직책     | 선거구              | 정당         | 득표수    | 득표율          | 순위 | 당락 | 비고 |
| -------- | ------ | ---- | -------- | ------------------- | ------------ | --------- | --------------- | ---- | ---- | ---- |
| 2020년   | 총선   | 21대 | 국회의원 | 부산 북구·강서구 을 | 더불어민주당 | 63,146 표 | \| \| 43.20% \| | 2위  | 낙선 |      |
|          | 43.20% |      |          |                     |              |           |                 |      |      |      |

## 같이 보기
- 페이스북
- 최지은TV
- 블로그
- 인스타그램
- English Website
- 최지은(부산북강서을)을 지지하는사람들